# Marcin Sadowski
Marcin Sadowski (ur. 1965 w Warszawie) – polski architekt.

## Życiorys
Absolwent II Liceum Ogólnokształcącego im. Stefana Batorego w Warszawie (matura 1984). W 1992 ukończył studia na Wydziale Architektury Politechniki Warszawskiej. W 1993 podjął pracę w firmie JEMS Architekci, a w 1996 został w niej partnerem. Laureat Honorowej Nagrody SARP w 2002.
Pełnomocnik Prezydium ZG SARP ds. twórczości, członek Izby Architektów RP i Głównej Komisji Urbanistyczno-Architektoniczna.
W latach 1992–96 i od 2009 prowadzący zajęcia z projektowania na WAPW.